# 伊通河畔梅尼勒
伊通河畔梅尼勒（法語：Mesnils-sur-Iton，法語發音：[mɛnil syʁ itɔ̃]）是法国厄尔省的一个市镇，位于该省南部，属于埃夫勒区。

## 地名
伊通河（Iton）是流经该地一条河流，其为厄尔河的左支流。“梅尼勒”（Mesnils）是一个常见于法国诺曼底地区的法语地名通名，意为“有土地的房屋”。

## 历史
伊通河畔梅尼勒成立于2016年1月1日，由以下6个市镇合并而成：
- 当维尔（Damville）
- 伊通河畔孔代（Condé-sur-Iton）
- 古维尔（Gouville）
- 芒特隆（Manthelon）
- 勒龙斯奈-欧特奈（Le Roncenay-Authenay）
- 勒萨克（Le Sacq）

其中当维尔为政府驻地。
2019年，又有3个市镇并入伊通河畔梅尼勒：
- 比叙当维尔（Buis-sur-Damville）
- 格朗维利耶（Grandvilliers）
- 罗芒

## 地理
伊通河畔梅尼勒（48°52'14"N, 1°4'32"E）面积125.03 平方千米，位于法国诺曼底大区厄尔省，该省份为法国北部内陆省份，北起滨海塞纳省，西接奧恩省和卡爾瓦多斯省，南至厄尔-卢瓦省，东临瓦兹省、瓦兹河谷省和伊夫林省。
与伊通河畔梅尼勒接壤的市镇（或旧市镇、城区）包括：诺让勒塞克、圣玛丽达泰、布勒特伊、马尔布瓦、锡尔万莱穆兰、德鲁瓦西、沙维尼-巴约勒、洛姆、马西伊拉康帕涅、穆瓦维尔。
伊通河畔梅尼勒的时区为UTC+01:00、UTC+02:00（夏令时）。

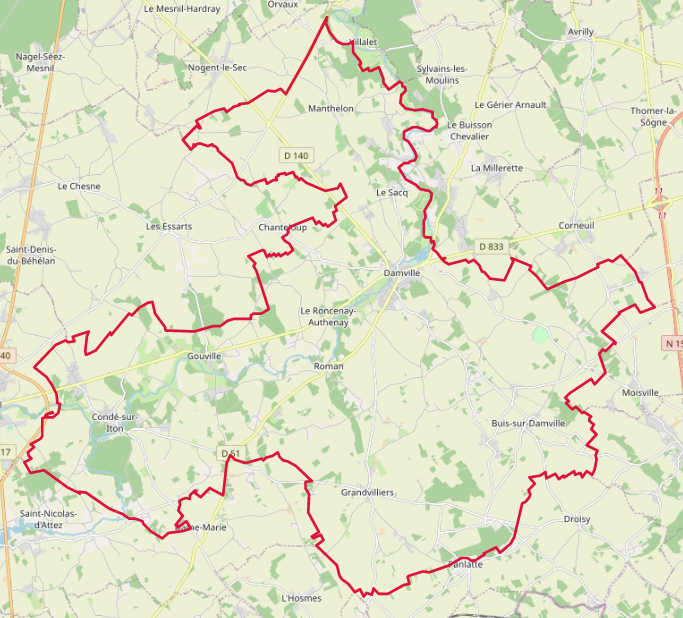
伊通河畔梅尼勒的OSM定位图

## 行政
伊通河畔梅尼勒的邮政编码为27160、27240，INSEE市镇编码为27198。

## 政治
伊通河畔梅尼勒所属的省级选区为布勒特伊县、阿夫尔河和伊通河畔韦尔讷伊县。

## 人口
伊通河畔梅尼勒于2022年1月1日时的人口数量为6142人。